# Jean-Pierre Siutat
Jean-Pierre Siutat, né le 23 décembre 1958 à Cahors, est un entraîneur et dirigeant de basket-ball français.
Président de la Ligue féminine de basket-ball de 2001 à 2009, il est premier vice-président de la Fédération française de basket-ball de janvier 2009 à novembre 2010. À la suite de l'élection d'Yvan Mainini à la tête de la FIBA le 6 septembre 2010, il est élu président de la FFBB le 13 novembre 2010. Il est remplacé en décembre 2024

## Biographie
Jean-Pierre Siutat obtient son baccalauréat en 1976 au lycée Jean de Prades à Castelsarrasin. Il entre ensuite en classe préparatoire au lycée Pierre-de-Fermat à Toulouse avant d'intégrer l'École nationale des travaux publics de l'État (ENTPE) de Vaulx-en-Velin. Il est diplômé en 1981.
De 1981 à 1987, il est ingénieur à la Direction départementale de l'équipement de Tarbes, puis devient directeur adjoint du Conseil général des Hautes-Pyrénées chargé des infrastructures. Un poste qu'il occupe jusqu'en 2010.
Parallèlement à ses activités professionnelles, il cofonde le club féminin de Tarbes en 1983, puis en est l'entraineur de 1986 à 1995. Après avoir conduit le TGB à la première finale de championnat de son histoire, il est élu entraîneur de l'année de la Ligue féminine de basket en 1993. Durant la saison 1995-1996, il prend du recul pour se consacrer au poste de manager général.
En 1999, il est chargé par la FFBB d'organiser l'EuroBasket 1999 qui se déroule en France. Organisé dans sept villes (Antibes, Clermont-Ferrand, Dijon, Le Mans, Paris, Pau, Toulouse), l'évènement se déroule sans encombre et est considéré comme une réussite.
Il devient président de la Ligue féminine de basket en 2001. Il innove en créant l'Open LFB, en mettant sur pied le programme de mécénat social « Marraines de Cœur », et en développant l'utilisation des nouvelles technologies (création de LFB TV). Le bilan de ses huit années à la tête de la LFB est  jugé globalement positif, bien que terni par la mauvaise santé financière de plusieurs clubs, et la disparition d'un des fleurons de la LFB, l'Union sportive Valenciennes Olympic (USVO).
En avril 2004, il prend la tête du comité de candidature de la France à  l'organisation du championnat du Monde FIBA 2010. Un échec, puisqu'en décembre 2004, la France est battue d'une voix par la Turquie au deuxième tour du scrutin qui se déroule à Kuala Lumpur.
En janvier 2009, il est nommé premier vice-président de la FFBB chargé du pôle haut niveau, devenant de facto le dauphin d'Yvan Mainini. Sa première grande mesure concerne la refonte de la Nationale 1 féminine (deuxième division), une réforme initialement accueillie assez froidement par le milieu.
En 2010, il entre au conseil d'administration de la FIBA Europe, pour une durée de 4 ans. Le 13 novembre 2010, il est élu président de la Fédération française de basket-ball. Il annonce que la France est candidate à l'organisation de l'Euro masculin 2015 en partenariat avec l'Allemagne, de l'Euro féminin 2013 et du Tournoi préolympique 2012, si l'équipe de France masculine n'était pas encore qualifiée.
En août 2014, il est réélu membre du bureau de la FIBA. Il est réélu président de la FFBB avec 98,55 % des voix lors du congrès tenu en octobre 2016 à Dijon. Sous son premier mandat, la France a remporté huit médailles, organisé deux championnats d'Europe, tout en atteignant le nombre record de licenciés de 641 367.
De juin 2013 à décembre 2019, il est membre du CNOSF. Il est d'abord vice-président délégué chargé de la territorialité puis à partir de mai 2017 responsable des nouvelles technologies. Il en démissionne pour raisons personnelles.
En 2019, il est premier vice-président de la FIBA Europe et il entre au bureau central de la FIBA.
A l'occasion d'un interview post Coupe du monde masculine de basket-ball 2019 par TrashTalk, repris par d'autres médias ; il regrette le manque d'intérêt porté par les médias et le gouvernement français à l'Équipe de France masculine de basket-ball, et ce malgré une troisième place mondiale. Il cite comme exemple l'absence de représentant de l'État français lors des matchs, en particulier demi-finale et petite finale. Ainsi que le manque de retransmission des matchs en clair.
En décembre 2020, il est élu pour mandat de 4 ans de président de la FFBB qu'il dirige depuis 2010.
En décembre 2024, Jean-Pierre Hunckler lui succède à la présidence de la FFBB.

## Décorations
- Chevalier de la Légion d'honneur (décret du 29 mars 2013)[24]